# Крылатые роллеры
«Крылатые роллеры» — драматическая комедия, снятая в 1993 году.

## Сюжет
Митчелл Гусен (Шейн Макдермотт) — подросток, проживающий в Калифорнии. Он очень любит сёрфинг и кататься на роликах. Его родители — зоологи. Они получают грант и отправляются работать в Австралию, оставив Митча на попечение его дяди, тёти и кузена Вилли, которые живут в Цинцинати, штат Огайо. В Цинцинати нет пляжа, и Митч переживает из-за того, что не может заниматься сёрфингом. Он знакомится со своим кузеном Вилли (Сет Грин), который ужасно водит машину и пытается всем доказать, что он крутой. Митч начинает посещать школу, в которой учится Вилли, там он знакомится с членами уличной хоккейной команды: Джеком (Крис Конрад), Оги (Джек Блэк), Змеем (Якоб Варгас) и Розенблатом. Митч влюбляется в Никки (Бритни Пауэлл), сестру Джека, но он не хочет, чтобы они встречались.

## В ролях
- Шейн Макдермотт — Митчелл Гусен
- Сет Грин — Вилли
- Бритни Пауэлл — Никки
- Крис Конрад — Джек
- Иди Макклёрг — тётя Айрин
- Джейкоб Варгас — «Змей»
- Джек Блэк — Оги
- Аланна Юбак — Глория

## Интересные факты
Сет Грин для того, чтобы полностью вжиться в роль, во время съёмок отказался от своего настоящего имени и требовал, чтобы его называли Вилли.